# ستان خافيير
ستان خافيير هو لاعب كرة قاعدة دومينيكاني، ولد في 9 يناير 1964 في سان فرانسيسكو دي ماكوريس في جمهورية الدومينيكان.

## وصلات خارجية
- ستان خافيير على موقع دوري كرة القاعدة الرئيسي (الإنجليزية)
- ستان خافيير على موقعبيزبول رفرنس.كوم (الدوري الرئيسي) (الإنجليزية)
- ستان خافيير على موقعبيزبول رفرنس.كوم (الدوري الثانوي) (الإنجليزية)
- ستان خافيير على موقع إي إس بي إن.كوم (أم.أل.بي) (الإنجليزية)
- ستان خافيير على موقع مشجعي الرسوم البيانية (الإنجليزية)